# Fumio Yamamoto
Fumio Yamamoto (jap. 山本 文緒, Yamamoto Fumio; * 13. November 1962 in Yokohama, Präfektur Kanagawa als Ōmura Akemi; † 13. Oktober 2021 in Karuizawa, Präfektur Nagano) war eine japanische Schriftstellerin.
Yamamoto arbeitete als Bürokauffrau für eine japanische Firma. Für ihren Debüt- und Mädchenroman Puremiamu pūru no hibi (プレミアム・プールの日々) erhielt sie 1987 eine lobende Erwähnung beim Cobalt-Romanpreis (Cobalt Novel shō). Nach weiteren Jugendromanen folgte 1992 mit pineapple no no kanata (パイナップルの彼方, Painappuru no kanata) ihr erster Roman für ein erwachsenes Publikum. 1999 erschien der Roman Ren’ai chūdoku (恋愛中毒), für den sie den Yoshikawa-Eiji-Preis für junge Autoren erhielt und der im Folgejahr als Dorama-Fernsehserie adaptiert wurde. 2001 wurde sie für Puranaria (プラナリア) mit dem Naoki-Preis ausgezeichnet. 2008 erschien der Erzählungsband A Cappella (アカペラ, Akapera). Yamamoto verstarb im Oktober 2021 an den Folgen einer Erkrankung mit Bauchspeicheldrüsenkrebs.

## Quelle
- Japanese Book News 59 / Spring 2009 S. 4